# ۷۵۵ (خورشیدی)
۷۵۵ هفتصد و پنجاه و پنجمین سال هجری خورشیدی است.